# Contarinia salicola
Contarinia salicola är en tvåvingeart som beskrevs av Shinji 1939. Contarinia salicola ingår i släktet Contarinia och familjen gallmyggor. Inga underarter finns listade i Catalogue of Life.